# Proverbum
Een proverbum (alternatief gespeld als pro-verbum) is een werkwoord dat niet expliciet genoemd wordt in een zin, maar niettemin geacht wordt in de dieptestructuur aanwezig te zijn. Dit komt erop neer dat een ander werkwoord of zinsdeel het proverbum vervangt, net zoals een voornaamwoord dat heel vaak doet met een zelfstandig naamwoord (zie ook anafoor).
Sommige talen zoals het Koreaans en Mongools maken zeer veel gebruik van proverba. In het Nederlands is het enige werkwoord dat volgens sommige taalkundigen geregeld als proverbum dienstdoet het werkwoord doen, dat verondersteld wordt aanwezig te zijn in alle zinnen met een handelend voorwerp.
In het Engels is het proverbum iets duidelijker aanwezig dan in het Nederlands. Wanneer ergens (bijvoorbeeld op een vraag of bevel) antwoord op wordt gegeven, wordt het hoofdwerkwoord heel vaak  weggelaten. Volgens de geldende norm is dit zelfs min of meer verplicht wanneer met yes of no wordt geantwoord:
- Can you do this? - Yes, I can.
- You will tell me! - No, I won't.
- Who can tell? — No-one can.
- Do your homework! — I don't want to.